# Irish League 1932-1933
L'Irish League 1932-1933 è stata la 39ª edizione della prima divisione del campionato nordirlandese di calcio.
Il campionato era formato da quattordici squadre e il Belfast Celtic vinse il titolo. Non vi furono retrocessioni.

## Classifica finale
| Pos. | Squadra        | G  | V  | N | P  | GF | GS  | Punti |
| ---- | -------------- | -- | -- | - | -- | -- | --- | ----- |
| 1    | Belfast Celtic | 26 | 19 | 3 | 4  | 81 | 34  | 41    |
| 2    | Distillery     | 26 | 18 | 3 | 5  | 75 | 47  | 39    |
| 3    | Linfield       | 26 | 17 | 4 | 5  | 83 | 34  | 38    |
| 4    | Derry City     | 26 | 16 | 1 | 9  | 59 | 39  | 33    |
| 5    | Glentoran      | 26 | 14 | 4 | 8  | 74 | 61  | 32    |
| 6    | Bangor         | 26 | 13 | 2 | 11 | 60 | 56  | 28    |
| 7    | Coleraine      | 26 | 11 | 5 | 10 | 69 | 50  | 27    |
| 8    | Ballymena      | 26 | 11 | 4 | 11 | 56 | 58  | 26    |
| 9    | Glenavon       | 26 | 7  | 4 | 15 | 56 | 59  | 18    |
| 10   | Portadown      | 26 | 8  | 2 | 16 | 37 | 72  | 18    |
| 11   | Larne          | 26 | 8  | 1 | 17 | 55 | 88  | 17    |
| 12   | Ards           | 26 | 6  | 5 | 15 | 51 | 83  | 17    |
| 13   | Cliftonville   | 26 | 5  | 6 | 15 | 54 | 74  | 16    |
| 14   | Newry Town     | 26 | 5  | 4 | 17 | 47 | 102 | 14    |

G = Partite giocate; V = Vittorie; N = Nulle/Pareggi; P = Perse; GF = Goal fatti; GS = Goal subiti; 